# Ядерная энергодвигательная установка мегаваттного класса
Ядерная энергодвигательная установка мегаваттного класса (ЯЭДУ) — совместный проект группы предприятий, входящих в состав «Роскосмоса» и «Росатома», направленный на создание ядерной энергодвигательной установки мегаваттного класса. ЯЭДУ проектировался для космического аппарата с рабочим названием Транспортно-энергетический модуль (ТЭМ), который позволит вывести Россию на ведущие позиции в создании высокоэффективных энергетических комплексов космического назначения, способных решать большой спектр задач в космосе, таких как исследование Луны и дальних планет с созданием на них автоматических баз.
Работы по созданию установки были начаты в 2009 году, планировавшаяся дата завершения работ — 2018 год.
Лётные испытания планировалось провести в 2020-е годы.
Головным исполнителем по ЯЭДУ назначен Исследовательский центр имени М. В. Келдыша.
Головным исполнителем по реакторной установке (РУ) назначен «НИКИЭТ», во главе с генеральным конструктором Юрием Драгуновым..
Особенность проекта заключается в применении специального теплоносителя — гелий-ксеноновой смеси, высокотемпературного газоохлаждаемого реактора на быстрых нейтронах, урана высокого обогащения и температурой в реакторе до 1500 К, а также в том, что рабочие органы системы управления и защиты реакторной установки выполнены из труб, изготовленных из молибденового сплава ТСМ-7. Уникальный конструкционный материал корпуса способен обеспечить работу реактора на протяжении более чем ста тысяч часов; за это время обычный космический аппарат может достичь границы Солнечной системы.

## История
Возможность использования ядерной энергии в космосе в нашей стране рассматривалась с середины 1950-х годов такими специалистами, как Курчатов, Келдыш и Королёв. До внедрения электрореактивных двигателей это были проекты ядерных ракетных двигателей (ЯРД). Построены даже опытные образцы ЯРД, в СССР «РД-0410», в США «NERVA».
В США также понимали перспективность подобных работ, однако ни у них, ни в СССР работы не были доведены до завершения. Они увенчались созданием нескольких не летных образцов реактивных ЯРД, в СССР это был «РД-0410», а в США «NERVA». Первый реактор для питания электрического ракетного двигателя испытан в космосе в США, в 1965 году, — SNAP-10A. Реактор на орбите работал хорошо, но электродвигатель при включении вышел из строя. Обилие идей и опытно-конструкторских работ так и не дали результата в США а в СССР с 1970 по 1988 год запущены 13 спутников, оснащённых ядерными силовыми установками «Бук» производства НПО Красная звезда, военного назначения, такие как «Космос-954» и «Космос-1867», созданные КБ «Арсенал». Ряд из них вышли из строя или упали, а «Космос-954» упал в Канаде в 1978 году. В том же году США и ряд государств наложили санкции на ряд предприятий, занятых в проекте, а Канада на которую некогда упали обломки «Космос-954» предложила пересмотреть правила использования ядерной энергии в космосе.

Несмотря на то, что ядерные установки на разведывательных спутниках в СССР получили широкое применение, после ряда происшествий с такими установками, а главное, в связи с опасениями успехов военной космической программы США «Стратегическая оборонная инициатива» (СОИ), в сентябре 1988 года представитель Министерства иностранных дел СССР предложил делегации Федерации американских учёных:
Если американское правительство предложит советскому рассмотреть взаимный отказ от использования ядерной энергии в космическом пространстве, такое предложение будет серьёзно рассмотрено советской стороной.
Соглашение, предусматривающее отказ США от разработки реактора SP-100 для программы СОИ в обмен на прекращение использования реакторов на советских спутниках УС-А и других новых реакторов для использования на околоземных орбитах. Работы по ним свёрнуты в 1989 году. Согласно другой версии в 1988 году США провели через ООН запрет на использование ядерных энергодвигательных установок в космосе и работы были свернуты в 1989 году именно по этой причине.
Теоретические работы продолжались, и в 2009 году легли на стол «Комиссии по модернизации и технологическому развитию экономики России при президенте России». Причиной продолжения теоретических изысканий и начала опытно-конструкторских работ стало понимание того, что двигатели на твёрдом или жидком топливе не смогут помочь в решении поставленных задач, как и имеющиеся на тот момент установки, не обладающие достаточной мощностью и способностью к маневрированию.
Практический интерес к теме в России вновь возник лишь в 2010 году, но уже для дальних космических исследований, в связи с появлением поколения больших плазменных электрореактивных двигателей.
Работы по проекту возглавляли НИКИЭТ и ФГУП «Исследовательский центр имени М. В. Келдыша», входящие в состав Росатома и Роскосмоса.
НИКИЭТ занималось разработкой нового реактора, а «Центр Келдыша» созданием самой установки. В ходе работ использованы принципиально новые конструкторские разработки, технические решения и материалы.
В проекте были задействованы множество российских предприятий, таких как: НПО «Луч», НПО «Красная звезда», «НПО машиностроения», «Курчатовский институт», «Научно-исследовательский институт атомных реакторов», ТВЭЛ «Машиностроительный завод» и другие.
Сначала проект курировал Анатолий Перминов, настаивавший на международном сотрудничестве. Так, попытки наладить сотрудничество с США осуществлялись в 2011 году, а затем в 2016. Затем за проектом следили Сергей Кириенко и Дмитрий Рогозин.
В 2019 году «Центр Келдыша» оштрафован на 154,9 млн рублей за просрочку исполнения государственного заказа на изготовление установки (работы начаты 11 января 2016, а должны были завершиться 25 ноября 2018).
8 декабря 2020 года, состоялось общее собрание РАН, на котором Юрий Драгунов, провёл презентацию, демонстрируя узлы, готовые изделия, завершив доклад заключением о разработке и одобрении проекта ядерной установки, подтверждении технических требований, обосновании ядерной и радиационной безопасности, подтверждении реализуемости создания реакторной установки. 10 декабря между Роскосмосом и КБ «Арсенал» был заключён контракт стоимостью 4,174 млрд руб на разработку аванпроекта Нуклон по созданию космического комплекса, с транспортно-энергетическим модулем (ТЭМ) и модулем полезной нагрузки (МПН)

### Международное сотрудничество
Американские компании, занятые в производстве космической техники, сотрудничающие с НАСА, за долгие годы так и не смогли создать ядерный реактор, стабильно работающий в космосе, хотя и пытались трижды. Однако ситуация изменилась, когда российские специалисты продолжили работы советских коллег, представители США показали заинтересованность в развитии проекта и участии в нём.
В 2011 году представитель НАСА Эдвард Кроули, специализирующийся на пилотируемых полётах, он же основатель Сколковского института науки и технологий, выражал заинтересованность в совместной работе над проектом на ранних этапах его развития. По его мнению, главным технологическим вкладом России в экспедицию к Марсу должны стать ядерный двигатель и способы защиты экипажа. Мистер Кроули настаивал на том, что ни одна страна не в состоянии осуществить пилотируемый полёт самостоятельно, на создании международной кооперации, прежде всего, США, готовой оплатить работы, подобно МКС, Евросоюза, России и, возможно, Китая. Состоялось несколько межправительственных встреч, на этом проект завершился.
Может быть востребован российский опыт в сфере разработки ядерных двигателей, я думаю, у России есть очень большой опыт как в разработке ракетных двигателей, так и в ядерных технологиях. Нужно сверить часы.
Э. Кроули
Анатолий Перминов, бывший руководитель Роскосмоса, настаивающий на совместном проекте с НАСА и международной кооперации, говорил об этом незадолго до своей отставки в интервью «Эхо Москвы»:
Я уже не раз отвечал на эти вопросы. Считаю, что такие финансово-емкие и технологически-объемные проекты должны реализовываться на базе международного сотрудничества, когда ресурсы разных государств объединяются.
В марте 2016 года руководитель НАСА Чарльз Болден выступил с заявлением о том, что НАСА рассматривают свою программу пилотируемого полёта на Марс, как международный проект с участием множества стран, России в том числе. По его мнению политические разногласия не должны стоять на пути освоения космоса.
20 апреля 2016 стало известно, что представители НАСА и Роскосмоса обсуждают возможность совместной работы на орбите Луны. В рамках ФКП 2016—2025 предусмотрены ряд миссий, одна из них с забором грунта с поверхности спутника Земли с целью подготовки пилотируемого полёта, также разрабатывается ядерная энергодвигательная установка мегаваттного класса. По словам Сергея Савельева, ведущего переговоры со стороны Роскосмоса, американские коллеги не заинтересованы в высадке на поверхности Луны, а вот работа на орбите, по их мнению, это шаг вперёд, к последующему полёту к Марсу. На орбите Луны будут проводиться испытания новых технологий, изучение условий работы, отличных от работы на низкой околоземной орбите. Среди прочего обсуждались вопросы работы на МКС и единые стандарты стыковочных узлов. Савельев подтвердил, что Роскосмос приглашают к работе по американскому пилотируемому полёту на Марс. Однако Савельев заметил:
По этому вопросу пока нет единого мнения, в том числе среди партнеров в Европе. Мы считаем, что перспективы полета на Марс более отдаленные, чем это формулируют американские партнеры.
В 2016 году Китай показал заинтересованность в участии в программах использования установки: в середине апреля 2016 Китай предложил России обменяться технологиями, рассчитывая получить технологию создания ракетных двигателей, дав взамен технологии создания космической радиационно-стойкой электронной компонентной базы, что российские представители сочли неравноценным обменом.. Однако вслед за этим предложением последовало новое, по совместному исследованию других планет, в частности Марса и пилотируемых полётов к Луне; итоги переговоров остались неизвестными, но известно, что летом Россия и Китай планировали наконец подписать соглашение об охране технологий. 

В ходе работы 59-й сессии ООН, которая проходила в июне 2016 года в Вене, 25 государств, в том числе США, наложившие санкции в том же месяце на ряд российских предприятий, включая НПО Машиностроения, занятое в проекте, Великобритания, Германия, Франция, Япония, Италия, Испания, Австралия, Бразилия, Канада предложили пересмотреть принципы использования ядерных источников энергии в космическом пространстве, не объяснив, что именно подразумевается под этим предложением, однако требуя создать обязательные стандарты для использования ядерной энергии в космосе.
В феврале 2017 года состоялось следующее заседание, на котором открыто обсуждалась возможность использования ЯЭДУ в космосе.
По мнению Александра Железнякова, США и союзники опасаются того, что у России может появиться передовая технология, развитие которой в США находится на низком уровне, поэтому всячески стремятся затормозить работу учёных и предприятий. Железняков напоминает, что когда проект только начинался, США были очень заинтересованы в нём, предполагалось вести совместную работу, однако политическая ситуация изменилась, отношения ухудшились и о совместных исследованиях речи уже не идёт. Эксперт полагает, что США будут чинить препятствия российским разработкам, но напоминает, что постановления ООН носят характер рекомендаций и Россия не обязана их соблюдать.
6 сентября 2016 Мосгорсуд приговорил сотрудника ЦНИИмаш (и преподавателя МГТУ им. Баумана) Владимира Лапыгина, задействованного в проекте, к 7 годам строгого режима по статье «Государственная измена», за передачу тайных сведений азиатской стране, предположительно Китаю, который ранее предлагал сотрудничество России, а в начале 2017 объявил о том, что намерен использовать ядерные технологии в освоении солнечной системы самостоятельно.

## Описание
ЯЭДУ состоит из трёх основных частей: реакторной установки с рабочим телом и вспомогательными устройствами (такими как теплообменник-рекуператор и турбогенератор-компрессор), электроракетной двигательной установки, холодильника-излучателя. ЯЭДУ иногда путают с ядерным ракетным двигателем, однако, ядерный реактор в ЯЭДУ используется только для выработки электроэнергии, она, в свою очередь, используется для запуска и питания электроракетного двигателя (ЭРД), а также обеспечивает электропитание бортовых систем космического аппарата.
Рабочее тело, циркулирующее в реакторе, нагревается до температуры 1500 К и вращает турбину. Генератор же вырабатывает электричество для ЭРД, имеющих гораздо больший удельный импульс, чем традиционные реактивные двигатели (в частности, плазменный двигатель имеет удельную тягу в 20 раз выше по сравнению с химическими двигателями). Благодаря тому, что нет необходимости нагревать рабочее тело до 3000 градусов, отпадает необходимость в проведении сложных натурных испытаний на Семипалатинском полигоне, как это было с ядерными двигателями, выбрасывающими радиоактивную реактивную струю.
Топливом установки служит диоксид или карбонитрид урана, но, поскольку конструкция должна быть очень компактной, уран имеет более высокое обогащение по изотопу 235, чем в ТВЭЛах на обычных атомных станциях, возможно, выше 20 %. Этому топливу придётся работать при очень высоких температурах (в обычной ядерной топливной энергетике температуры на тысячу градусов ниже). Поэтому необходимо было выбрать такие материалы, которые смогут выдерживать вредные воздействия, связанные с высокой температурой, и в то же время позволят топливу выполнять его основную функцию — нагревать газовый теплоноситель, с помощью которого будет производиться электроэнергия.
А оболочка их — монокристаллический сплав тугоплавких металлов на основе молибдена (разработка НПО «Луч» в Подольске).
Особенность проекта 2009—2018 гг. заключается в применении специального теплоносителя — гелий-ксеноновой смеси. Охлаждение производится излучением. Нагретая поверхность в пустоте охлаждается, излучая электромагнитные волны в широком диапазоне, в том числе видимый свет.
Радиационная безопасность обеспечивается теневой защитой, поэтому реактор закрывают только с одной стороны — с той, где расположено оборудование и полезный груз. Излучение может свободно распространяться вовне защищённой зоны в открытый космос, что позволяет снизить вес защитной конструкции.
Для проведения лётных испытаний установку понадобится вывести в космос на высоту 800—1000 км для того, чтобы в случае неудачи на Землю не упали радиоактивные обломки. По словам директора «Центра имени Келдыша» Анатолия Коротеева, даже в случае сбоя или аварийной ситуации, в результате которой установка может упасть на Землю, её останки не будут представлять опасности для людей благодаря новой схеме использования ядерной энергии.

## Конструкция
Согласно техническому заданию от 2010 года в состав ЯЭДУ входят:
- Энергоблок (ЭБ), содержащий в своём составе:
  - реакторную установку (РУ) с теневой радиационной защитой;
  - систему турбомашинного преобразования энергии из тепловой в электрическую;
  - систему сброса тепла в пространство на основе холодильников-излучателей;
- Электроракетная двигательная установка (ЭРДУ).

| Разработчик реактора | НИКИЭТ                          |            |
| Период разработки |                                 |            |
| Тип реактора | РУГК на быстрых нейтронах       |            |
| Способ преобразования | турбомашинный (разработка КБХМ) |            |
| Загрузка урана-235, кг | ~200                            |            |
| Обогащение урана-235, % | 90-96                           |            |
| Теплоноситель рабочего контура | He-Xe, 78 %-22 %                |            |
| Количество контуров теплоносителя |                                 |            |
| Температура теплоносителя на выходе из реактора, К | 1500                            |            |
| Температура теплоносителя на вход в реактор, К | 1227                            |            |
| Тепловая мощность, МВт | 3,5—3,8                         |            |
| КПД преобразования энергии, % |                                 |            |
| Электрическая мощность, МВт | 0.9-1.0                         |            |
| Масса установки, кг | 2700                            |            |
| Удельная масса (в расчете на электрическую мощность), кг/кВт |                                 |            |
| Летный ресурс², ч (лет) | 100 000 (10)                    | 29 000 (3) |
| (¹) Точная дата начала работ в открытых источниках не называется, указана дата подписания аванпроекта между Роскосмосом и КБ «Арсенал», (²) Без учета времени на наземные испытания |                                 |            |

### Холодильники-излучатели
По поводу одного из самых интересных решений, разрабатываемых в рамках проекта (выбор типа холодильников-излучателей второго контура), был дан ответ, что рассматриваются и капельный, и панельный теплообменники, и пока выбор не сделан. На демонстрируемом макете и плакатах был представлен вариант с капельным холодильником-излучателем, которому отдается предпочтение. Параллельно идут работы и по панельному теплообменнику.— , 2013

### Электроракетная двигательная установка
В 2012 г. разработан эскизный проект двигателя ИД-ВМ, который планируется использовать в качестве основы при создании ЭРДУ мегаваттного класса.

Исследовательский центр имени М. В. Келдыша (ранее РНИИ, НИИ-1, НИИТП) разработал и изготовил опытный образец ионного двигателя высокой мощности ИД-500. Его параметры такие: мощность 32-35 кВт, тяга 375—750 мН, удельный импульс 70000 м/с, коэффициент полезного действия 0,75.— , 2015
В 2017 году появилась публикация о 300-часовых ресурсных стендовых испытаниях ионного двигателя ИТ-500 на 35 кВт.
К началу 2020 года двигатель прошел полный цикл наземной отработки, в том числе ресурсные испытания продолжительностью 2000 часов с металлическими электродами ионной оптической системы (ИОС). Проводится отработка технологии изготовления электродов ИОС из углерод-углеродного композиционного материала, использование которых позволит обеспечить ресурс двигателя более 50 000 часов.
В июне 2020 года успешно закончены огневые стыковочные испытания ионного двигателя серии ИД-200 с мощностью 3 кВт, предназначенного для системы ориентации ЯЭДУ.

## Достоинства и недостатки

### Достоинства
- Возможность долететь до Марса за 1,5 месяца и вернуться обратно, в то время как полёт с использованием современных двигателей может занять от 6 месяцев до полутора лет, без возможности вернуться.[32][100][100]
- Увеличение выводимой на орбиту массы, ввиду отсутствия больших топливных баков.[101]
- Способность маневрировать и ускоряться, в отличие от прочих установок, способных лишь разогнать, а дальше двигаться по заданной траектории.[32][100]
- Новые возможности в изучении околоземного пространства.[32][100]
- Сокращение издержек на обслуживание благодаря высокому ресурсу, возможность 10-летней эксплуатации.[46]

### Недостатки
- Риск радиоактивного заражения в случае нештатной ситуации.[102][103]
- Требует существенных финансовых вложений.[102][104][105][106]

## Разработка
Список ОКР и НИР по созданию ЯЭДУ:
- СЧ ОКР «Создание орбитального демонстратора ТЭМ № 372АН30-ТЭМ-1-ТЗ»;
- СЧ ОКР «Разработка дополнения к эскизному проекту на ТЭМ. Изготовление СЧ ЯЭДУ и систем ЯЭДУ» (от 01.07.2015);
- ОКР «Нуклон» (15,84 млрд рублей);
- ОКР «Источник» (6,18 млрд рублей);
- ОКР «ЯЭРДУ» («Разработка ядерной энергодвигательной установки большой мощности для межорбитального буксира, многофункциональной платформы на геостационарной орбите и межпланетных космических аппаратов») — 805 млн руб.
- НИР «Верификация» («Разработка предложений по летной верификации результатов наземных испытаний и проведению испытаний ключевых систем перспективных ЯЭДУ в космическом пространстве») — 264,7 млн рублей, период: 2016—2018 гг.
- НИР «Отработка» («Разработка методологии наземной отработки мощных энергодвигательных систем и их ключевых составляющих, включая методы сокращения необходимой длительности ресурсных испытаний, методы диагностики во время испытаний и исследования радиоактивных компонентов после испытаний совместно с реакторной установкой») — 389 млн рублей;
- НИР «Ядро» (160 млн рублей);
- НИР «Энергетика» («Системные, проектно-поисковые и расчетно-экспериментальные исследования в обеспечение создания научно-технического задела по мощным энергодвигательным системам перспективных космических аппаратов и определения рациональных областей их использования») — 344 млн рублей;
- НИР «Двигатель» («Исследования и экспериментальная отработка основных узлов и агрегатов для обеспечения создания научно-технического задела по перспективным ракетным двигателям и бортовым энергоустановкам для изделий ракетно-космической техники») — 1,218 млрд рублей.

### Плановые этапы выполнения работ по ЯЭДУ
Таблица составлена на основе совместного директивного документа Роскосмоса и Росатома от 2010 года с учётом Дополнения от 2016 года, выпущенного после сокращения объёмов бюджетных ассигнований. 
| Номер этапа | Наименование этапа, содержание работ | Срок начала выполнения | Срок окончания выполнения | Состояние                            | Примечания |
| ----------- | --- | ---------------------- | ------------------------- | ------------------------------------ | ---------- |
| 1           | Разработка эскизного проекта реакторной установки. | 04.2010                | 12.2011                   |                                      |            |
| 2           | Разработка эскизного проекта ЯЭДУ. | 04.2010                | 12.2012                   |                                      |            |
| 3           | Разработка эскизного проекта ТЭМ. | 04.2010                | 12.2012                   | Завершено в марте 2013 года          |            |
| 4           | Разработка рабочей документации на реакторную установку. | 01.2012                | 12.2014                   |                                      |            |
| 5           | Разработка рабочей документации на ЯЭДУ. | 01.2013                | 12.2014                   |                                      |            |
| 6           | Разработка рабочей документации на ТЭМ. | 01.2013                | 12.2014                   |                                      |            |
| 7           | Изготовление реакторной установки, систем и агрегатов, технологического оборудования. | 04.2010                | 12.2015                   | На октябрь 2016 года этап не закрыт. |            |
| 8           | Изготовление ЯЭДУ, систем ЯЭДУ, технологического оборудования. | 01.2011                | 12.2015                   | На ноябрь 2016 года этап не закрыт.  |            |
| 9.6         | Изготовление ТЭМ, систем ТЭМ, технологического оборудования в части: изготовления составных частей наземных прототипов энергоблока и электроракетной двигательной установки, разработки и изготовления составных частей конструкторско-технологических макетов отсека несущих ферм, модуля двигательных установок, модуля служебных систем и технологического оборудования для их изготовления и испытаний, разработки конструкторской документации на макеты отсека несущих ферм и модуля двигательных установок и технологическое оборудование для изготовления и испытания макетов. | 01.2016                | 12.2017                   | Этап не закрыт                       |            |
| 10          | Автономные испытания систем реактора и реакторной установки в составе ЯЭДУ. | 01.2012                | 12.2015                   | На октябрь 2016 года этап не закрыт. |            |
| 11          | Автономные испытания систем ЯЭДУ и ЯЭДУ в целом.. | 01.2012                | 12.2015                   | На октябрь 2016 года этап не закрыт. |            |
| 12.4        | Автономные испытания систем и макетов ТЭМ в части испытаний составных частей наземного прототипа ЯЭДУ в соответствии с программой. | 01.2016                | 11.2017                   | Этап не закрыт                       |            |
| 13          | Изготовление реакторной установки для комплектации ЯЭДУ. | 01.2015                | 08.2017                   | Этап не закрыт                       |            |
| 14.1        | Изготовление ЯЭДУ для комплектации ТЭМ в части разработки и изготовления составных частей наземного прототипа ЯЭДУ. | 01.2016                | 11.2017                   | Этап не закрыт                       |            |
| 15.1        | Ресурсные испытания ЯЭДУ в части проведения ресурсных испытаний систем наземного прототипа. | 01.2016                | 11.2018                   | Этап не закрыт                       |            |
| 16          | Ресурсные испытания реакторной установки в составе ЯЭДУ | 01.2016                | 12.2018                   |                                      |            |
| 17.1        | Подготовка ТЭМ для лётно-конструкторских испытаний в части: - разработки конструкторской документации, изготовления и испытания наземного прототипа ТЭМ в составе: - действующего наземного прототипа энергоблока на основе опытного образца системы преобразования энергии и теплового имитатора ядерного реактора; - действующего наземного прототипа электроракетной двигательной установки с электроракетными двигателями ТЭМ, системой электропитания и системой подачи рабочего тела (ксенона) для испытаний в наземных условиях; - конструкторско-технологического макета отсека несущих ферм с макетом системы отвода тепла; - конструкторско-технологического макета модуля служебных систем. - Разработка итогового отчёта по реализации инновационного проекта «Создание транспортно — энергетического модуля на основе ядерной энергодвигательной установки мегаваттного класса». | 07.2016                | 11.2018                   | Этап не закрыт                       |            |

## Хронология создания первого образца

### 2009 год
В 2009 году проект ЯЭДУ утвердила Комиссия по модернизации и технологическому развитию экономики России при президенте России.
В октябре 2009 Анатолий Перминов сообщил, что эскизное проектирование будет закончено к 2012, а на всю работу уйдёт около 9 лет.

### 2010 год
В 2010 году президент России Дмитрий Медведев распорядился создать транспортный модуль на основе ядерной энергодвигательной установки мегаваттного класса. В этом же году начались работы над проектом ЯЭДУ.
3 декабря глава госкорпорации «Росатом» Сергей Кириенко сообщил журналистам о том, что работы по проекту проходят по графику.

### 2011 год
15 апреля 2011 года состоялось четвёртое заседание Рабочей группы по космосу Российско-Американской президентской комиссии по вопросам сотрудничества, на котором среди прочих вопросов исследования космоса обсуждался вопрос создания двигательных установок.
22 апреля 2011 года на сайте российского Федерального космического агентства среди документации очередных открытых конкурсов была размещена информация об объявлении конкурса на право заключения государственного договора по разработке ядерной энергодвигательной установки большой мощности для межорбитального буксира, многофункциональной платформы на геостационарной орбите и межпланетных космических аппаратов. Итоги конкурса были объявлены 27 мая 2011 года.
Использование ядерной энергоустановки мегаваттного класса предполагается в космическом корабле для дальних космических полётов. Эскизный проект ядерного двигателя должен быть готов к 2012 году, после этого на дальнейшую разработку проекта потребуется 17 миллиардов рублей.

### 2012 год
Эскизное проектирование было завершено к 2012 году.
Первая часть проекта ЯЭДУ будет завершена в 2012 году об этом сообщил директор — генеральный конструктор НИКИЭТ Юрий Драгунов.

### 2013 год
| «                                                       | Полёты на Марс на современных двигателях займут очень много времени. Необходимо создание новой установки для сверхтяжелых ракет. Россия обладает всеми технологиями для создания двигателей подобного класса. Я надеюсь, что в 2019 году работа над двигателем должна быть закончена. | » |
| — глава Роскосмоса Анатолий Перминов 5 апреля 2013 года | |   |

Космические полёты за лунную орбиту требуют новых технологий, и одним из вариантов нового двигателя для космических кораблей является ядерная силовая установка:
В апреле 2013 года С. Кириенко на пресс конференции «ТАСС» сообщил, что «Росатом» и Курчатовский институт работают над созданием двигателей мегаваттного класса.
В 2013 году на авиасалоне МАКС глава центра имени Келдыша Анатолий Коротеев сообщил о том, что работы по созданию ядерной энергодвигательной установки перешли на стадию рабочего проектирования. Анатолий Коротеев заметил, что новая разработка будет в 20 раз эффективнее ракет, которые использовались ранее.

Уже через несколько лет в России появится первая ядерная энергоустановка мегаваттного класса для корабля, рассчитанного на дальние космические полеты. Работы над ней «Росатом» и «Роскосмос» ведут в тесном сотрудничестве. Государство выделило на эти цели 17 млрд рублей. Несмотря на то что головным исполнителем определён НИКИЭТ, фактически заказом обеспечена вся атомная отрасль страны. Среди участников программы НПО «Луч», НИЦ «Курчатовский институт», ФЭИ, НИИАР, ИРМ, «Красная Звезда». Эскизный проект реакторной установки уже завершен, сейчас идет техническая проработка.
— 

### 2014 год
26 июня 2014 года на конференции НИКИЭТ Юрий Драгунов сообщил о том, что завершены испытания системы управления реактором ядерной энергодвигательной установки.
В июле 2014 пресс-служба госкорпорации «Росатом» сообщила, что на ОАО «Машиностроительный завод» в подмосковной Электростали был собран первый ТВЭЛ штатной конструкции для космической ядерной электродвигательной установки (ЯЭДУ). По словам директора и генерального конструктора ОАО «НИКИЭТ» Юрия Драгунова, чьё предприятие сконструировало реакторную установку, согласно плану ЯЭДУ должна быть готова в 2018 году.
Испытания ТВЭЛ должны начаться в 2014 году, об этом сообщил главный конструктор тепловыделяющих сборок Юрий Черепнин в НИКИЭТ.
В декабре были изготовлены специальные трубы из молибденового сплава (молибден, вольфрам, тантал, ниобий), предполагается использовать их для рабочих органов системы и защиты реакторной установки.
По словам директора и генерального конструктора ОАО «НИКИЭТ» Юрия Драгунова, чьё предприятие конструирует реакторную установку, согласно плану ЯЭДУ должна быть готова в 2018 году.

### 2015 год
24 апреля 2015 года в СМИ сообщили о закрытии программы ЯЭДУ, так как она не вошла в ФКП на 2016—2025 годы, но в тот же день сообщения были опровергнуты. В тот же день Д. Рогозин опроверг сведения о закрытии программы, полученные из неизвестных источников, сообщив об этом через свой твиттер.
По планам на 2015 год Росатом и НИКИЭТ, изготовление опытного образца реактора для космического аппарата было намечено на 2016 год, В 2015 году планировалось закончить расчётно-экспериментальные работы, а в 2016 году закончить конструкторскую документацию и приступить к изготовлению.
По состоянию на 27 июля 2015 в НИКИЭТ уже защищён технический проект активной зоны — ключевого элемента ядерного реактора.
5 августа 2015 года, на заседании главных конструкторов принято решение о создании испытательного комплекса «Ресурс».
На 31 августа 2015 в Институте реакторных материалов в городе Заречном Свердловской области и Научно-исследовательском институте атомных реакторов в Димитровграде проходят испытания тепловыделяющих элементов. Они разработаны в институте им. А. И. Лейпунского, а изготовлены в 2014 году на Машиностроительном заводе в Электростали. Для подтверждения принципа работы капельного холодильника-излучателя был проведён эксперимент «Капля-2» на МКС. Для теплообменных аппаратов выбрана, экспериментально обоснована и изготовлена моноблочная бескорпусная конструкция с применением теплообменной матрицы из унифицированных штампованных пластин.
2 сентября 2015 газета «Известия» по ошибке растиражировала новость от 24 апреля о том, что все работы над проектом были прекращены.
Анатолий Коротеев, директор центра Келдыша, сообщил (в сентябре, согласно газете «Известия», и в апреле, согласно газете «Вести»), что Роскосмос не ставил его в известность о каких-либо изменениях, в частности, об отказе от опытно-конструкторских работ по ядерному двигателю, которые рассчитаны до 2018 года, в соответствии с проектом, одобренным комиссией при президенте РФ. В Росатоме отметили, что все работы выполняются в рамках выделенного ранее финансирования в срок и строго по графику.
На 59-й конференции МАГАТЭ Вячеслав Першуков, директор Росатома по инновациям, сообщил, что образец ядерного реактора для энергодвигательной установки будет готов, как и планировалось, в 2018 году.
6 октября состоялось заседание совета руководителей проекта «Создание транспортно-энергетического модуля на основе ядерной энергодвигательной установки мегаваттного класса»; по результатам заседания было отмечено, что все работы идут строго по графику.
29 октября на совете НИКИЭТ был рассмотрен и одобрен проект реакторной установки для космоса, совет рекомендовал отправить проект на рассмотрение в Росатом.
11 ноября Научно-исследовательский и конструкторский институт энерготехники им. Доллежаля (входит в ГК «РОСАТОМ») успешно завершил технологические испытания корпуса ядерного реактора установки для космических аппаратов. Технологические испытания включали проверку на герметичность, прочность и плотность, следующий этап — это пневматические и термоциклические испытания. Эта работа осуществляется в рамках уникального проекта создания транспортно-энергетического модуля на основе ядерной энергодвигательной установки мегаваттного класса. Уникальный конструкционный материал корпуса способен обеспечить работу реактора на протяжении более чем 100 тысяч часов. За это время обычный космический аппарат может достичь границы Солнечной системы. В рамках испытаний корпус подвергали высокому давлению, трёхмерным измерениям в зонах основного металла, кольцевого сварного соединения и конического перехода. 24 декабря 2015 года на стендах «НПО Машиностроение» города Реутов завершены испытания полномасштабных макетов радиационной защиты реакторной установки. Макеты выдержали испытания на стойкость к механическим воздействиям при лётной эксплуатации. В составе блоков радиационной защиты применялись традиционные водородсодержащие компоненты, а также композиционные конструкционные и борсодержащие материалы, отмечают в НИКИЭТ.

### 2016 год
На начало 2016 года
завершено эскизное проектирование, проектная документация,
завершены испытания системы управления реактором,
проведены испытания ТВЭЛ, корпуса реактора,
полномасштабных макетов радиационной защиты реакторной установки.
22 января стала известно, что НИКИЭТ приступило к испытаниям полномасштабного имитатора корзины активной зоны реакторной установки, имитатор создан из тугоплавкого молибденового сплава, он успешно прошёл контрольную сборку в НИИ НПО «Луч» в 2015 году.
В том же месяце Роскосмос сообщил о том, что в Воронеже на испытательном комплексе «Конструкторского бюро химавтоматики» успешно прошла серия первых огневых испытаний нового ионного электроракетного двигателя.
В марте 2016 на предприятии топливной компании Росатома ТВЭЛ «Машиностроительный завод» (МСЗ, Электросталь) осуществлена приёмка опытной партии тепловыделяющих элементов.
На выставке «Госзаказ — ЗА честные закупки 2016», которая прошла с 23 по 25 марта в Москве, АО «НИКИЭТ» представило макет реакторной установки для ядерной энергодвигательной установки мегаваттного класса.
В апреле указом президента России В. Путина был расширен список предприятий, которые могут иметь ядерные материалы, в него вошёл и НИКИЭТ, который нуждается в ядерных материалах, необходимых для проведения испытаний ЯЭДУ.
28 мая НИКИЭТ был объявлен тендер на проведение гидродинамических экспериментов на интегральной модели РУГК стоимостью 8 млн рублей. Тендер выиграл Московский государственный технический университет имени Н.Э. Баумана.
В конце июня «Центр им. Келдыша» взял на себя обязательства по созданию к концу 2018 года наземного прототипа ядерной энергодвигательной установки мегаваттного класса, предназначенной для полёта в дальний космос, в том числе к Луне и Марсу.
С сентября по октябрь проводился открытый конкурс на разработку предложений по лётной верификации результатов наземных испытаний и проведению испытаний ключевых систем перспективных ЯЭДУ в космосе, и конкурс по разработке способов наземной отработки энергодвигательных систем, а также способов сокращения длительности ресурсных испытаний, способов диагностики и исследования радиоактивных компонентов после испытаний реакторной установки.
В ноябре был объявлен конкурс на строительство испытательного комплекса «Ресурс», который будет располагаться на территории Научно-исследовательского технологического института (НИТИ), на нём будут проводиться испытания установки. Планировалось провести наземные испытания ещё в 2015 году.
В декабре были проведены виброиспытания макета активной зоны высокотемпературной газоохлаждаемой реакторной установки с макетами штатных ТВЭЛов. Результаты исследований обосновывали работоспособность и безопасность эксплуатации активной зоны для наземного образца.

### 2017 год
В июне 2017 года, с целью испытаний ЯЭДУ на строящемся комплексе «Ресурс», НИТИ им А.П Александрова была закуплена дозиметрическая установка гамма-излучения УДГ-АТ110.
В июле Федеральная служба Ростехнадзор сообщила о том, что был разработан проект «Общие положения обеспечения безопасности космических аппаратов с ядерными реакторами» с целью защитить население и окружающую среду на случай нештатной ситуации, связанной с работой ядерной энергодвигательной установки.
В августе стало известно, что проект полностью готов, в 2017 году на производство выделят 17 миллиардов рублей, а к 2019 году будет сдан готовый образец.
В ходе Всероссийского открытого урока «Россия, устремленная в будущее», проходившего в сентябре, президент России В. Путин напомнил, что ядерный космический двигатель позволит освоить дальний космос.
В ноябре 2017 Александр Железняков сообщил о том, что макет установки для наземных испытаний готов и вскоре должно начаться его испытание.

### 2018 год
В конце февраля велись работы по изготовлению и наземной отработке ЯЭДУ и Транспортно-энергетического модуля на её основе.
В августе на главной странице официального сайта Исследовательского центра имени М. В. Келдыша в тексте программного меморандума к 85-летию предприятия появилось подтверждение продолжения работ по ЯЭДУ.
29 октября стало известно, что завершился этап наземных испытаний модели системы капельного охлаждения ЯЭДУ в «Исследовательском центре имени М. В. Келдыша». Были изготовлены и испытаны опытные образцы генератора капель и элементов заборного устройства, выполнена программа исследований модели капельного холодильника-излучателя. Стоимость этих работ оценили в 122 миллиона рублей.
3 ноября был представлен облик космического аппарата с ядерной энергодвигательной установкой; соответствующее видео выложила в Facebook телестудия «Роскосмоса».
26 ноября корреспондент газеты «Известия» Михаил Котов заявил, что «…до тестирования прототипа <ЯЭДУ>, как утверждают ученые, остаются считанные годы», косвенно подтвердив, что сроки, установленные техническим заданием не выполнены.
В декабре редактор издания Ars Technica (США) Эрик Бергер подверг критике рекламную кампанию вокруг проекта ЯЭДУ:

Когда в вашей стране летают ракеты и корабли, созданные полвека назад, вы не можете говорить, что другие страны используют «старые технологии». Кроме того, создайте двигатель (ядерную энергоустановку — прим. «Ленты.ру») и прекратите делать видео для YouTube, и мы поверим, что он когда-нибудь появится.— .
5 декабря научный руководитель Исследовательского центра им. Келдыша Анатолий Коротеев заявил, что российские специалисты готовятся провести в открытом космосе испытание важного элемента ЯЭДУ — системы капельного охлаждения. Ранее сообщалось, что систему успешно испытали на земле. Плановая дата предстоящих лётно-конструкторских испытаний не указана.

### 2019 год
В середине марта стало известно, что Роскосмос оштрафовал Центр имени Келдыша на 154,9 миллиона рублей за просрочку выполнения работ по договору на изготовление Транспортно-энергетического модуля на основе ЯЭДУ мегаваттного класса. Документ с требованием об уплате штрафа подписан бывшим начальником отдела Центра имени Келдыша Олегом Горшковым.
7 августа 2019 года в эфире радио Sputnik, отвечая на вопросы одного из зрителей о сфере применения ядерных двигателей, главный редактор журнала «Геоэнергетика.ru» сообщил, что, согласно известным ему сведениям, орбитальные испытания запланированы на следующий год, но до получения результата сообщать об этом не планируют. Спустя шесть дней агентство «РИА Новости» сообщило, что технический комплекс для подготовки лётно-конструкторских испытаний ЯЭДУ планируется построить на космодроме Восточный не ранее 2030 года.
В конце августа журнал «Русский космос» сообщил, что технологии, методики и схемы применения ЯЭДУ отданы на проработку в КБ «Арсенал».
Новый макет тягача с ядерной установкой мегаваттного класса был представлен в сентябре на выставке МАКС-2019. Также стало известно что ОКР, проводимые КБ «Арсенал», названы «Экипаж» (напомним, что проект по созданию ТЭМ был завершён в августе 2018 года).
Специалисты планируют испытать макет двигателя до 30 марта 2020 года, о чём свидетельствует сайт госзакупок. Стоимость работ оценивают в 525,6 миллионов рублей.

### 2020 год
В конце января 2020 первый заместитель гендиректора «Роскосмоса» по развитию орбитальной группировки и приоритетным проектам Юрий Урличич в своём обзорном докладе на ХLIV Академических Королёвских чтениях подробно изложил историю и перспективы проекта ЯЭДУ. Он отметил, что сроки разработки и испытаний ЯЭДУ трудно спрогнозировать. По слайдам презентации, представленной Урличичем, к 2025 году планируется создать опытные образцы космической ядерной энергоустановки с термоэмиссионным (не турбомашинным) реактором-преобразователем; к 2030 году должны быть завершены ресурсные испытания и запланированы лётные испытания аппарата.
29 апреля агентство РИА Новости сообщило о приостановке проекта и расторжении договора между «Роскосмосом» и Центром Келдыша по причине неготовности стендово-испытательной базы.
В вышедшем 27 мая интервью Д. Рогозина на YouTube-канале «Соловьев Live» было заявлено, что КБ «Арсенал» и Центр Келдыша продолжают работы по ядерному космическому буксиру; в сообщении ТАСС, посвящённого этому интервью, заявлена следующая плановая дата запуска космического тягача с ЯЭДУ — 2030 год.
8 декабря во время Общего собрания РАН, посвящённого 75-летию российской атомной отрасли, во время доклада о комической ядерной энергетике Ю. Драгунова в презентации демонстрируется ряд материалов о проекте: концептуальные проекты космических ядерных энергосистем, схема управления в части создания ядерной установки, гелий-ксеноновая схем ЯЭДУ, замеры температурных полей реактора, модели и стенды для экспериментов по верификации расчетных кодов, полномасштабный макет корпуса реактора для термоциклических и пневматических испытаний, фото сборки фрагментов активной зоны РУ, блоки внутренней и внешней радиационной защиты и их успешные вибропрочностные испытания, петлевые испытания фрагмента активной зоны реактора МИР-1.М[что?]. Далее идёт заключение об разработке и одобрении проекта ядерной установки, подтверждении технических требований, обосновании ядерной и радиационной безопасности, подтверждение реализуемости создания реакторной установки.

### 2021 год
21 апреля во время второго дня Общего собрания членов Российской академии наук, академик Анатолий Сазонович Коротеев предоставил доклад «Использование ядерной энергии в космических системах» (начало 4 часа 56 минут). В котором среди прочего демонстрировалось: принципиальная схема ядерной энергодвигательной установки, перечислялись преимущества и недостатки различных систем охлаждения, демонстрировалась схема бескаркасного холодильника-излучателя, а так же результаты первого этапа космического эксперимента «Капля-2».
26 августа генеральный директор Владимир Кошлаков на Международном военно-техническом форуме «Армия-2021», заявил ТАСС, что Исследовательский центр им. М. В. Келдыша планирует испытать капельный холодильник-излучатель для ядерного буксира «Зевс» на борту Международной космической станции (МКС) в 2024—2025 годах.
По словам гендиректора предприятия, уже разработана проектная документация. Сейчас Центр Келдыша приступает к изготовлению макетов и научной аппаратуры для проведения эксперимента в многоцелевом лабораторном модуле «Наука».
21 сентября Роскосмос рассчитывает до конца года защитить в правительстве РФ проект по ядерной космической энергетике, в который входит проект ядерного буксира «Зевс».
26-29 октября 2021 состоялась XI Российская научная конференция «Радиационная защита и радиационная безопасность в ядерных технологиях», в рамках которой прошла презентация «Определение оптимального профиля теневой радиационной защиты космической ЯЭУ в присутствии крупногабаритных рассеивателей».

### 2022 год
27 июня СМИ сообщили, что устройство, которое сможет отодвигать ядерную энергоустановку для раскладки электрических силовых и интерфейсных кабелей, разработано в РФ. Заявку на патент, распространенный Федеральным институтом промышленной собственности, подало Минобороны России.
22 ноября на форуме «Атомэкспо-2022» Роскосмос продемонстрировал макет ТЭМ, а так же макет активной зоны КА.

### 2023 год
4 ноября в рамках проходящей выставки-форума «Россия» Роскосмос продемонстрировал элементы ТЭМ, включая макет массивной ядерной энергетической установки.

## Применение
Изначально планировалось использовать ЯЭДУ с аппаратами, предназначенными для полётов к другим планетам.
Рассматривались варианты использования ЯЭДУ в проекте по уборке космического мусора с помощью специальных автоматических аппаратов.
В ноябре 2016 заместитель гендиректора «Роскосмоса» Михаил Хайлов сообщил, что у корпорации нет планов оснащать спутники дистанционного зондирования Земли ядерными энергоустановками.
В 2016 году «Конструкторское бюро «Арсенал» имени М. В. Фрунзе» предложило использовать ЯЭДУ на спутниках радиоэлектронной борьбы.
В феврале 2018 года генеральный директор компании S7 space Сергей Сопов заявил, что в проекте «Орбитальный космодром» планируется использование космического буксира с ЯЭДУ мегаваттного класса. На октябрь 2018 запланирована выработка предложений по ускорению развития проекта ЯЭДУ.
В марте 2019 года согласно заявлению Роскосмоса, входящим в его состав предприятиям было поручено рассмотреть возможность создания Ракетоплана на основе ядерной энергодвигательной установки.

## Бюджет проекта
С целью реализации проекта из государственного бюджета планировалось выделить с 2010 по 2018 год 17 миллиардов рублей. 7,245 млрд рублей для госкорпорации «Росатом» на создание реактора, 3,955 млрд — ФГУП «Центр Келдыша» на создание ядерной энергодвигательной установки, 5,8 млрд — РКК «Энергия» для разработки транспортно-энергетического модуля.
В соответствии с новой ФКП в 2016—2025 гг. на дальнейшее проведение работ запланировано выделить ещё 22,890 млрд рублей. Работа над ядерной энергодвигательной установкой мегаваттного класса предусмотрена проектами: «Нуклон» (15,84 млрд рублей), «Источник» (6,18 млрд рублей), а также научно-исследовательскими проектами «Верификация» (300 миллионов рублей), «Отработка» (400 млн рублей) и «Ядро» (160 млн рублей).
В 2017 году на создание транспортно-энергетического модуля планировалось выделить из бюджета более 2,2 млрд рублей.
Строительные работы по возведению испытательного комплекса «Ресурс» оценили в 1 миллиард рублей.

## Патенты
- Патент Российской Федерации № RU2522971 от 20.07.2014 «Ядерная энергодвигательная установка» (ЯЭДУ)", автор Коротеев А. С.[257]